# Tricholoma terreum
Petit-gris
Espèce
Synonymes
- Agaricus terreus Schaeff. 1762
- Agaricus terreus var. terreus Schaeff. 1762
- Agaricus myomyces Pers. 1794
- Agaricus myomyces myomyces Pers. 1794
- Agaricus pullus Batsch 1783
- Gymnopus myomyces (Pers.) Gray 1821
- Tricholoma bisporigerum J.E. Lange 1933
- Tricholoma myomyces f. bisporigerum (J.E. Lange) Bon 1975

Tricholoma terreum, le Griset, est une espèce de champignons Basidiomycètes du genre Tricholoma et de la famille des Tricholomataceae. Il s'agit d'un champignon comestible appréciant surtout les forêts de Pins de l'Amérique du Nord et de l'Europe.  Le taxon Tricholoma myomyces , souvent cité, est parfois considéré comme un synonyme invalide de T. terreum ou parfois reconnu comme une espèce à part entière. De façon générale, le Petit-gris se reconnaît à son chapeau gris feutré-fibrilleux, ses lames typiquement grises, son pied blanchâtre et sa chair inodore. Lors de sa récolte, il faut prendre garde à la confusion avec les champignons toxiques Tricholome de Josserand et Tricholome tigré. Le premier présente une cuticule grasse, un pied taché de rose et une odeur de farine rance et le deuxième est plus imposant et montre un chapeau méchuleux et des lames glauques.

## Taxonomie
Cette espèce est décrite sous le nom de Agaricus terreus par Schaeffer en 1762 et incluse au sein du genre Agaricus, avant d'être classé dans le genre Tricholoma par Paul Kummer en 1871. Quant au taxon Agaricus myomyces, il est créé par Christiaan Hendrik Persoon en 1794 et classé dans le même genre par Jakob Emanuel Lange en 1933.
- Tricholoma terreum (Schaeff.) P. Kumm., 1871
- Tricholoma myomyces  (Pers.) J. E. Lange, 1933

La synonymie de ces deux taxons n'est pas claire, Tricholoma terreum est parfois considéré comme le synonyme valide,, alors que certains reconnaissent  également la légitimité de Tricholoma myomyces,. Pour les mycologues français Marcel Bon et Régis Courtecuisse, T. terreum présente une cuticule vergétée, des lames peu serrées et surtout grisâtres alors que T. myomyces présente une cuticule feutrée, des lames serrées et surtout blanchâtres. La présence de cortine est le critère choisit par les mycologues américains incarnés par Bessette & Bessette pour différencier T. myomyces. Cependant, les auteurs européens considèrent ce caractère comme inconstant et non relié aux autres attributs. Une analyse réalisée en 2017 des espaceurs internes transcrits et des caractères morphologiques de spécimens de Tricholoma récoltés en Europe du Nord n'a montré aucun élément justifiant de considérer T. myomyces comme une espèce distincte

## Dénominations
Cette espèce porte le nom vulgarisé de « Tricholome terreux » traduction littérale de Tricholoma terreum. Selon les régions, elle est porte également les noms vernaculaires de « Charbonnier » (ce nom désignant également le Tricholome prétentieux prête à confusion), « Griset » et « Petit gris »,,, ce dernier nom étant préféré par la Société mycologique de France. Les noms « Tricholome couleur de souris » issu de la vulgarisation de Tricholoma myomyces et « Petit gris souris »  sont également employés pour différencier T. myomyces.

## Systématique
Tricholoma terreum est une espèce du genre Tricholoma représenté par des champignons charnus conique-obtus et dont le pied et le chapeau ombiliqué ne sont pas séparables. Leur chair est principalement blanche et immuable, leurs lames sont échancrées et leur sporée est blanche. Tricholoma terreum appartient à la section Terrea qui comprend plusieurs autres Tricholomes gris assez proches parmi lesquels T. argyraceum, T. cingulatum, T. squarrulosum, T. scalpturatum, T. inocybeoides, T. bonii et T. triste. Ces espèces ont pour points communs une cuticule sèche, feutrée ou squamuleuse, de couleur principalement grisâtre et des spores au rapport longueur/largeur élevé. Des points de vue populaire, chimique et biologique le Petit-gris est proche du champignon également comestible Tricholome prétentieux.

## Description
Le chapeau du Tricholome terreux mesure de 4 à 8 cm de diamètre, reste convexe, plus ou moins bosselé et est coloré d'un gris souris à gris foncé. Feutré-laineux, il se marque de fibrilles radiales en vieillissant laissant apparaître la chair blanche. La marge, plus claire, mince, ondulée est souvent lacérée. Les lames échancrées sont inégales, fragiles et blanchâtres à typiquement gris perle assez soutenu. La sporée est blanche. Le pied, de 3 à 8 cm de long pour 0,8 à 1,5 cm de diamètre, est blanchâtre, droit ou légèrement courbé. La chair est blanche à gris clair. Il présente une odeur et une saveur fongiques douces et peu marquées, non farineuse. Les spores mesurent de 4 à 9 μm de long pour 3 à 6 μm de large,,,.

Tricholoma terreum, le Petit-gris
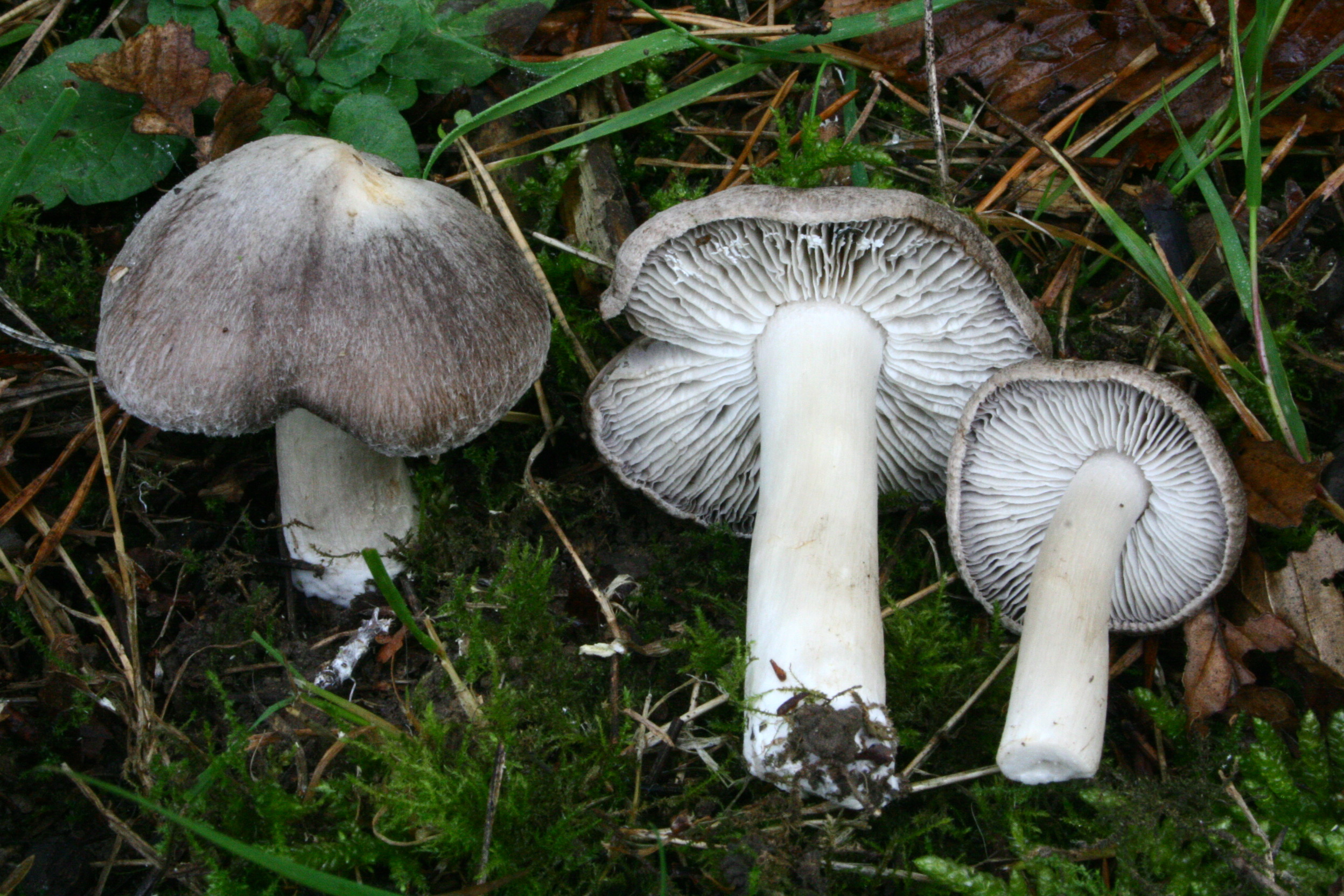
À proximité de Paris
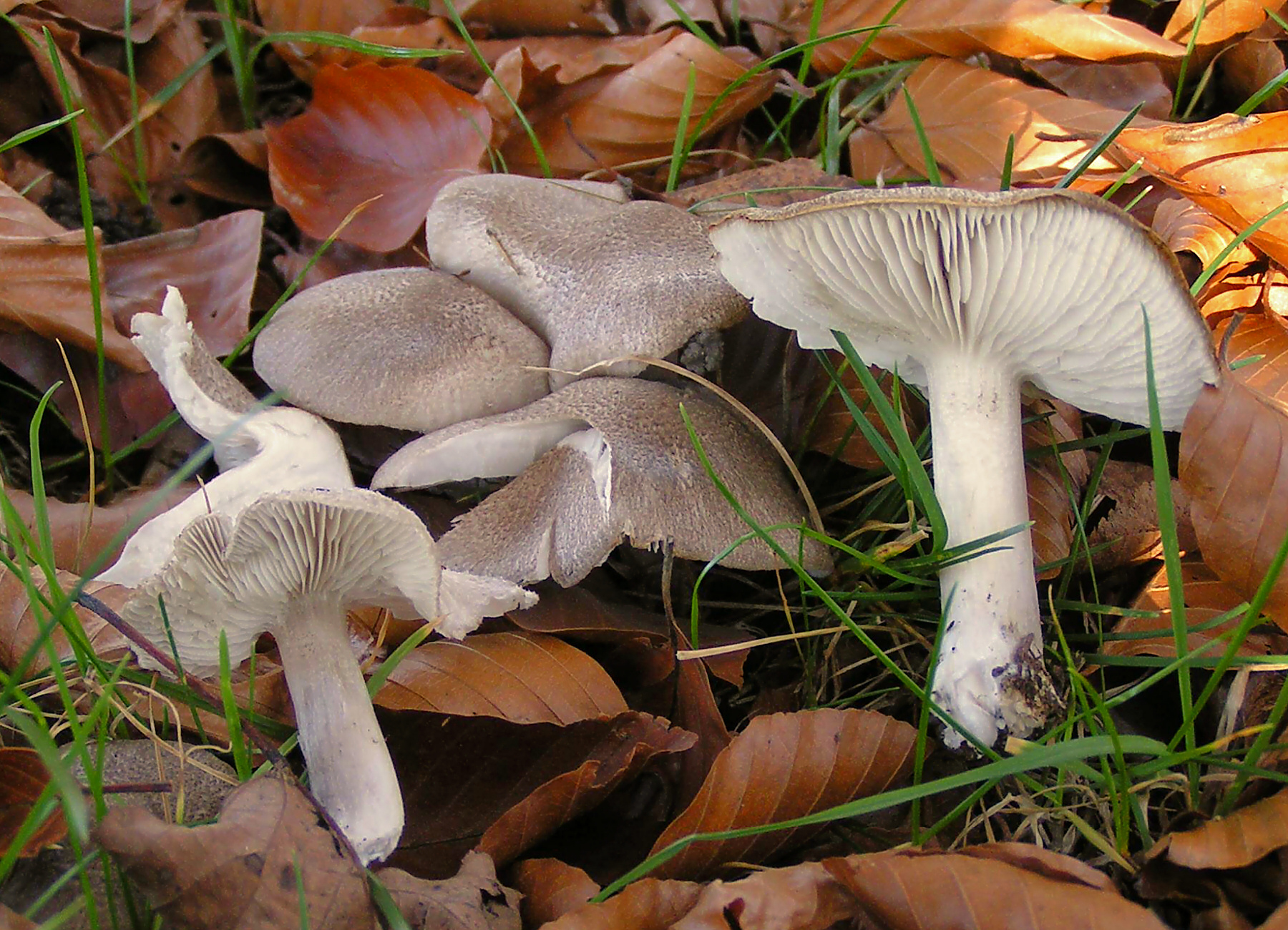
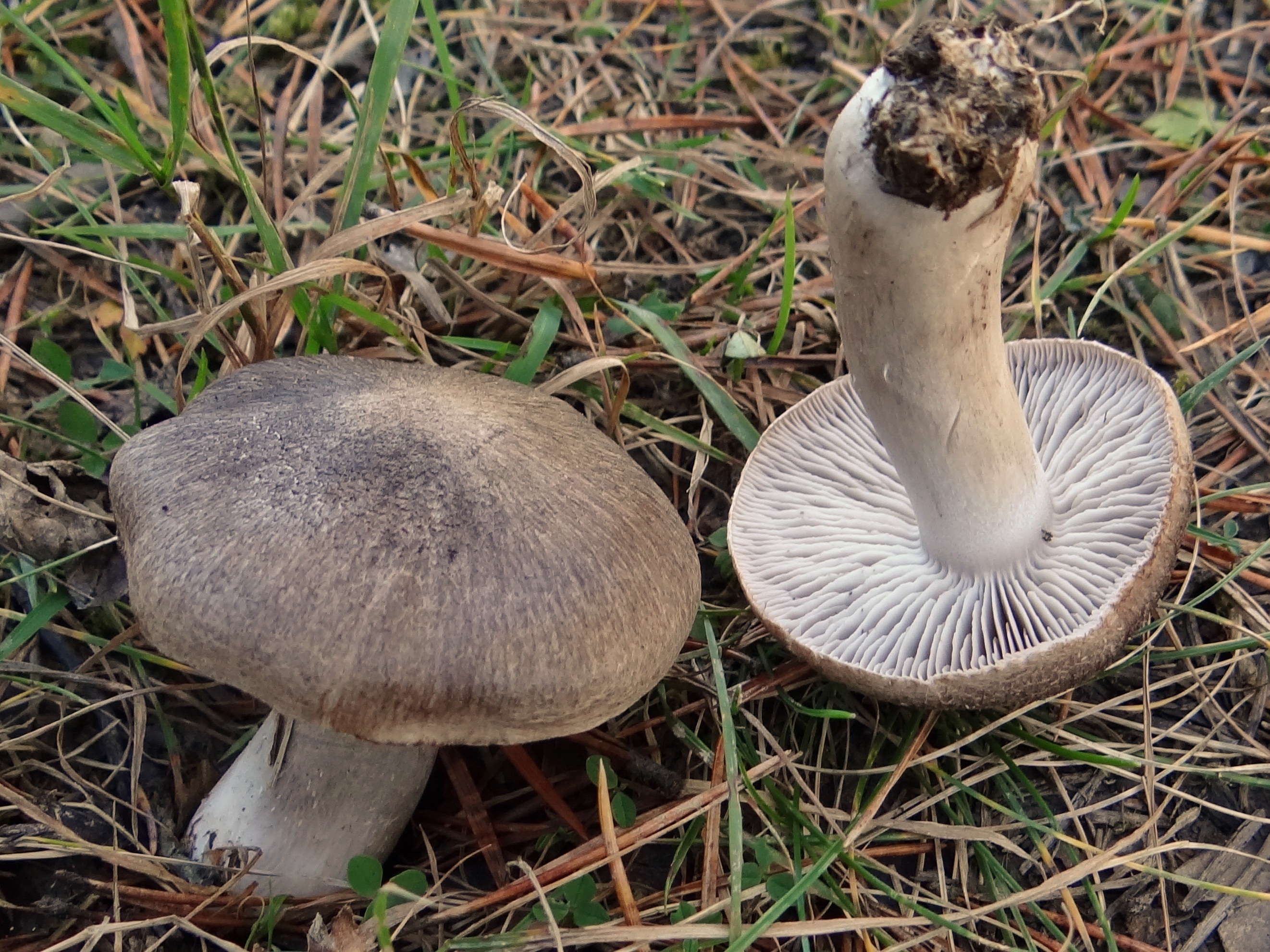
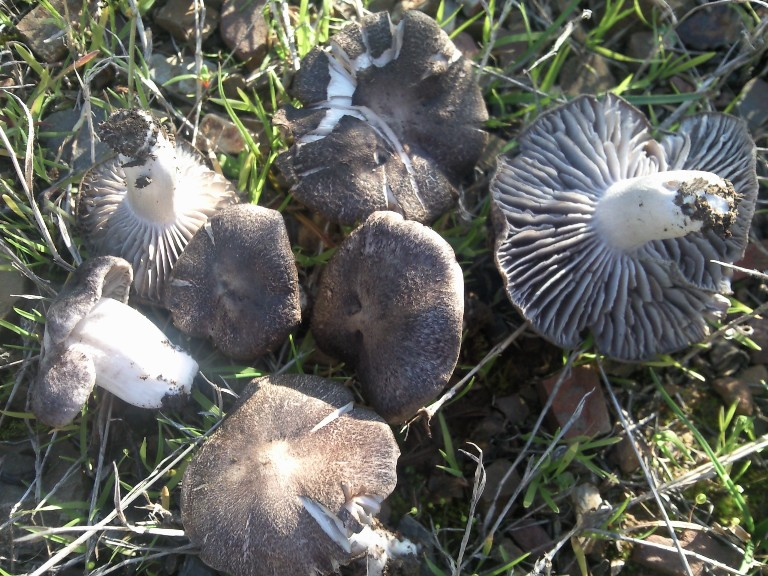
Parc National de Tikejda (Algérie)
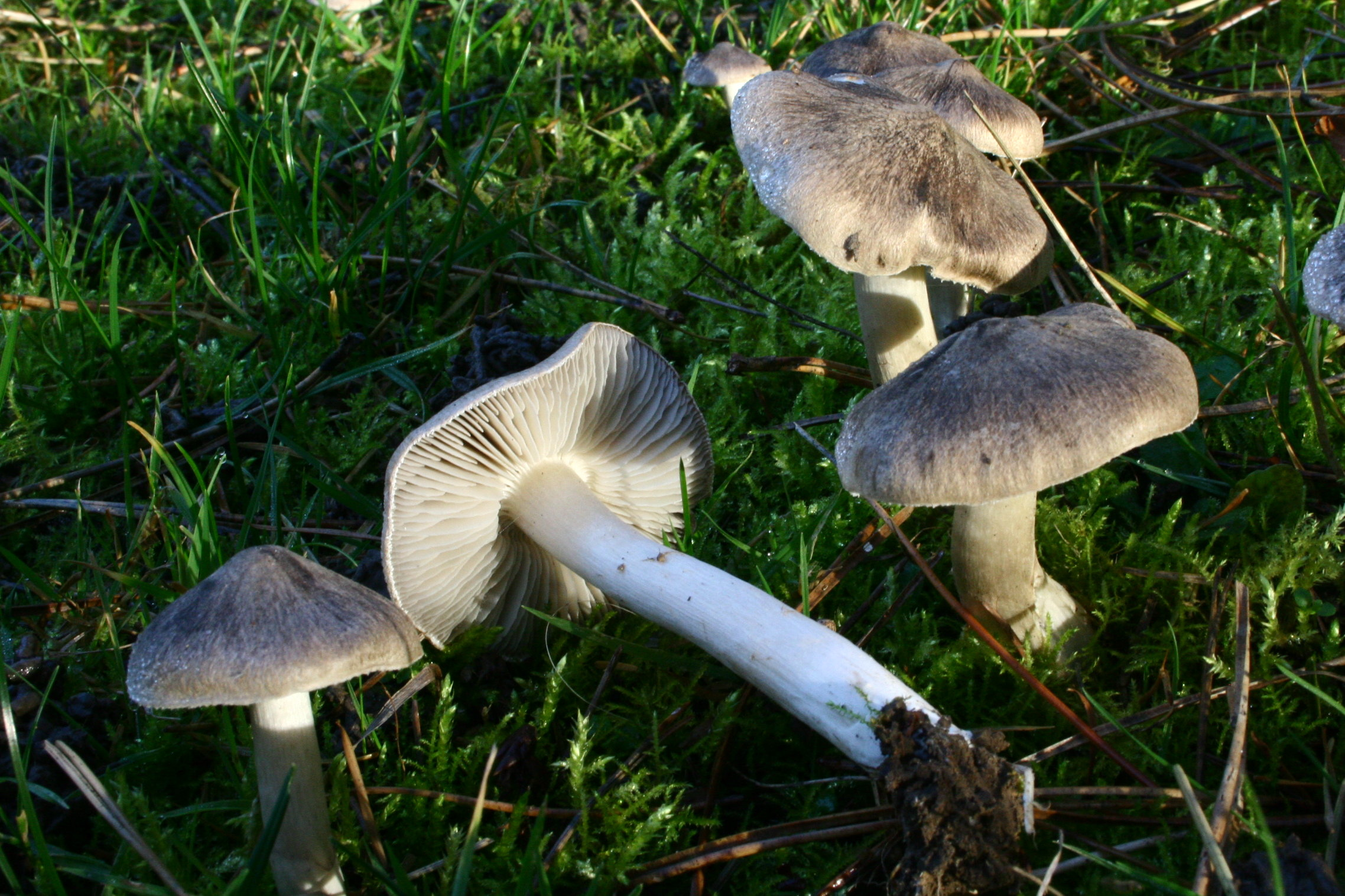
Massy (Essonne)
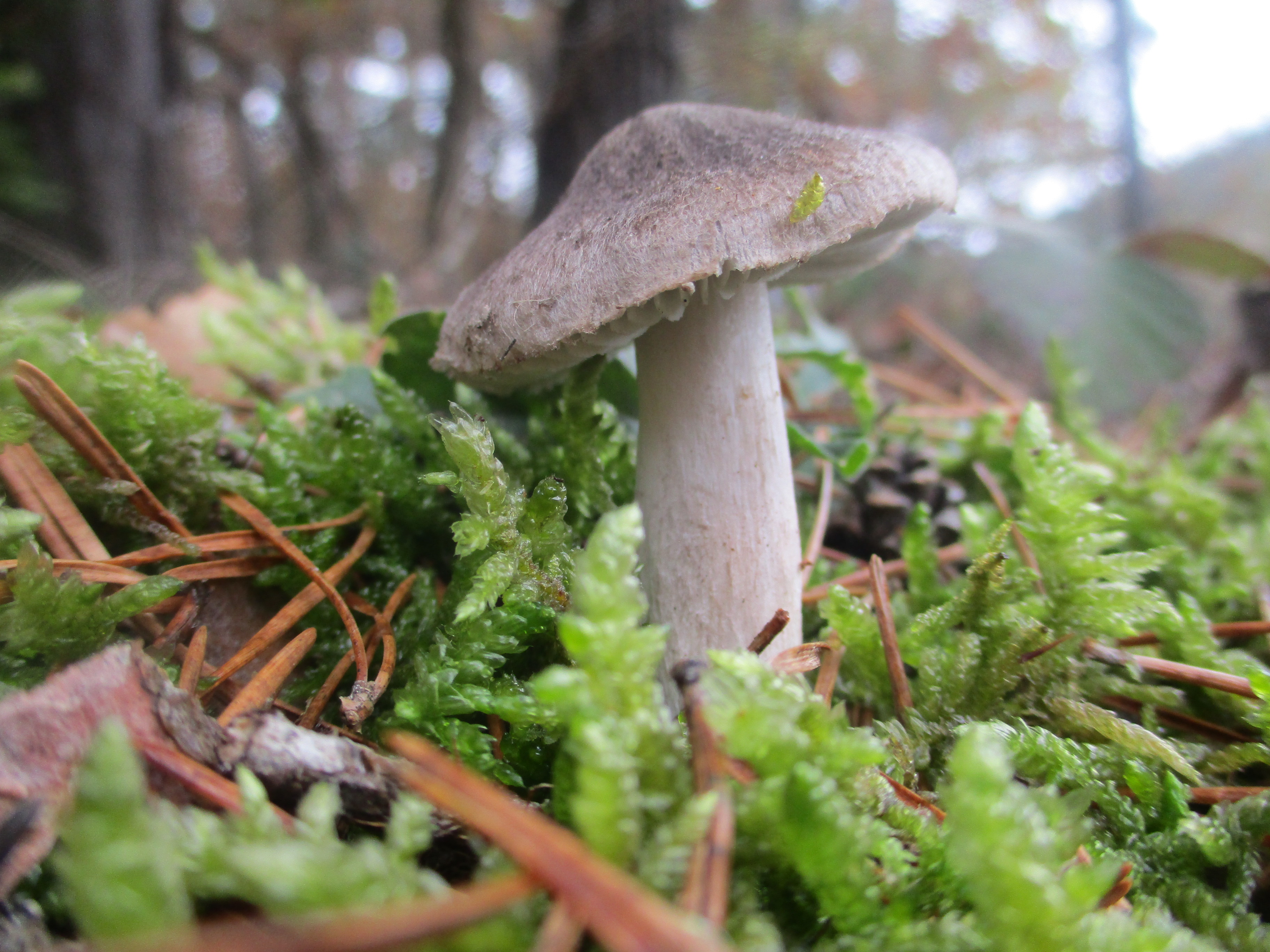
Spécimen à cuticule feutrée
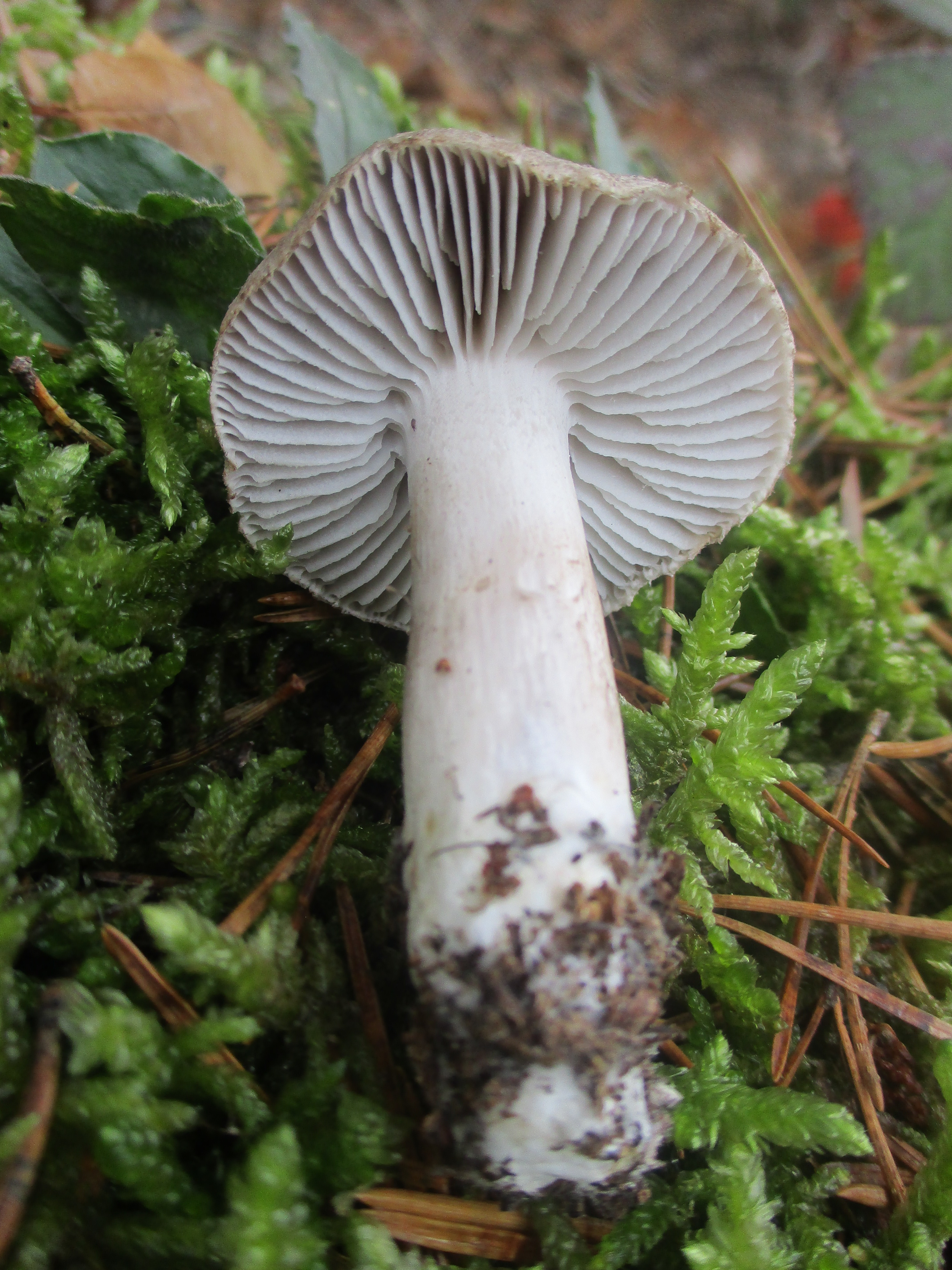
Lames (Haute-Loire)
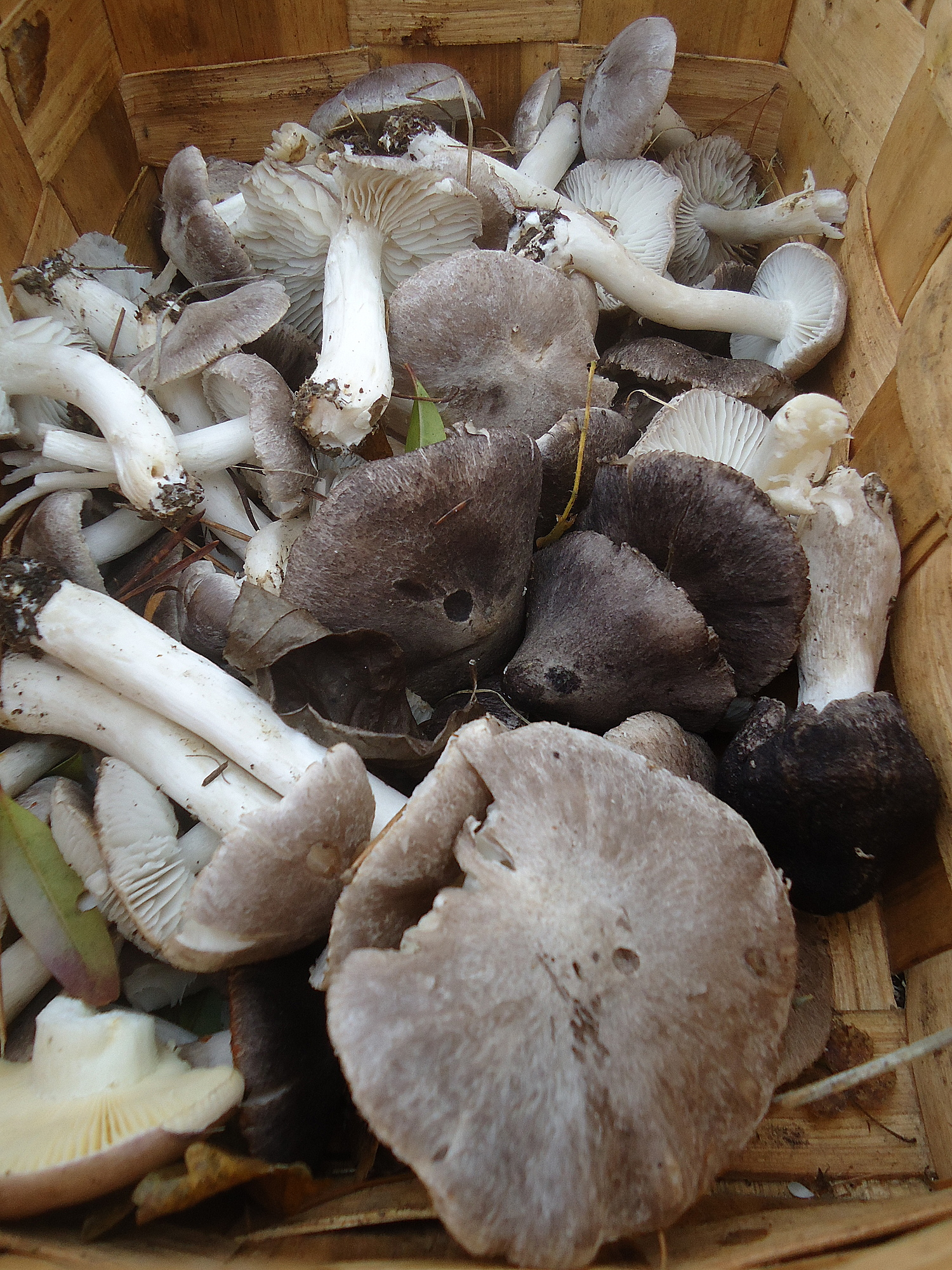
Récolte (Pays basque)

## Confusions possibles
Le Tricholome terreux, bon comestible à la saveur douce, peut être confondus avec d'autres espèces âcres, telles que Tricholoma sciodes ou Tricholoma virgatum. Mais l'espèce ressemblante la plus problématique est Tricholoma josserandii, toxique à l'origine de gastro-entérites et pouvant pousser à proximité. Elle se différencie du Petit-gris par sa poussée de fin saison franche, sa cuticule lisse, son odeur désagréable de farine rance et la légère coloration rosâtre de l'extrémité de son pied.  Plus grave est la confusion avec Tricholoma pardinum, le Tricholome tigré, très toxique. Également gris, il pousse plus tôt en saison et surtout en moyenne montagne calcaire et basaltique, il présente un pied plus robuste et un chapeau moins fibrillé radialement que tacheté comme le pelage, non d'un tigre mais d'une panthère,,,.

## Habitat
Cette espèce ectomycorhizienne se développe dans les bois clairs de conifères d'Europe et d'Amérique du Nord, principalement sous les Pins et notamment le Pin sylvestre, mais également en association avec les Sapins et les Douglas ; plus rarement sous les feuillus. Elle apprécie également les coupe-feux et les endroits dégagés et pousse de façon solitaire, dispersée ou en troupe principalement à l'automne et pendant tout l'hiver dans les régions aux hivers doux à l'instar du pourtour méditerranéen,,.

## Comestibilité

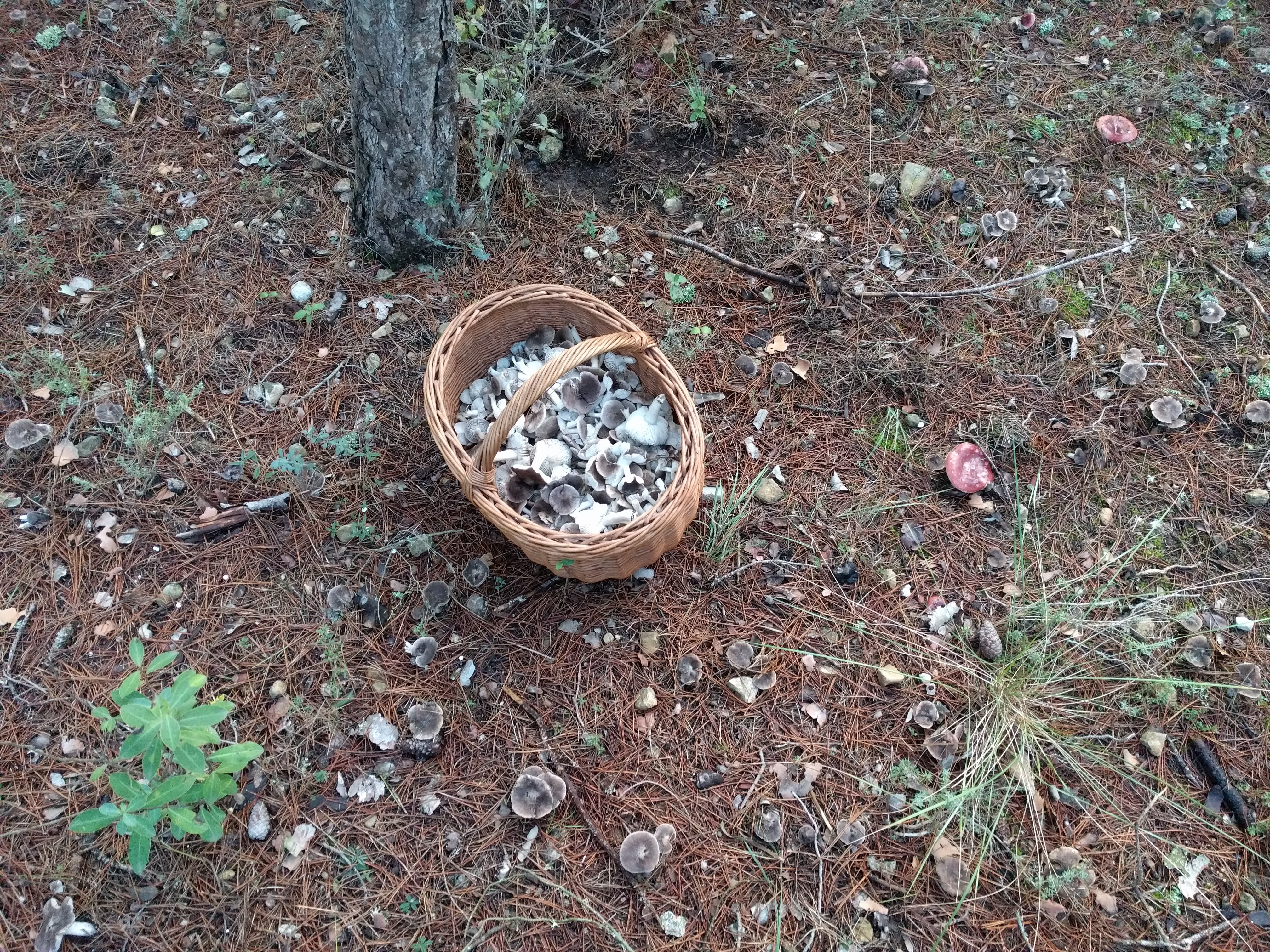
Récolte de Petit-gris en Catalogne

Sans être un des meilleurs, c'est un champignon comestible apprécié, notamment en mélange avec d'autres espèces, pour son abondance et ses poussées tardives,,.  Ses colonies abondantes sur la côte atlantique européenne en font un des champignons les plus cueillis au Nord de la péninsule ibérique. 
Cependant, selon les expérimentations menées par la CRIIRAD en 1997 et 2015, le Tricholome terreux est une des espèces ayant la plus forte capacité de concentration en césium 137.

### Tricholoma terreum
- (en) Index Fungorum : Tricholoma terreum (Schaeff.) P. Kumm. 1871 (consulté le 19 novembre 2020)
- (en) MycoBank : Tricholoma terreum (Schaeff.) P. Kumm. 1871 (consulté le 19 novembre 2020)
- (fr + en) GBIF : Tricholoma terreum (Schaeff.) P. Kumm. 1871 (consulté le 19 novembre 2020)
- (fr) INPN : Tricholoma terreum (Schaeff.) P. Kumm. 1871 (TAXREF)  (consulté le 19 novembre 2020)

### Tricholoma myomyces
- (en) MycoBank : Tricholoma myomyces (Pers. : Fr.) J.E. Lange   (consulté le 19 novembre 2020)
- (fr) INPN : Tricholoma myomyces (Pers. : Fr.) J.E. Lange (TAXREF)  (consulté le 19 novembre 2020)
- Tricholoma myomyces (Pers. : Fr.) J.E. Lange sur Espèces de Belgique (consulté le 19 novembre 2020)